# Sony Music Publishing
Pour les articles homonymes, voir Sony (homonymie).
Sony Music Publishing est une entreprise d'édition de musique qui appartient à Sony depuis le rachat en 2016 des 50% détenus par la succession de Michael Jackson pour 750 millions de $.
Le 10 février 2020, Sony/ATV Music Publishing devient Sony Music Publishing.

## Activité de lobbying auprès des institutions de l'Union européenne
Sony Music Publishing est inscrit depuis 2015 au registre de transparence des représentants d'intérêts auprès de la Commission européenne. L'entreprise déclare en 2016 pour cette activité des dépenses d'un montant compris entre 25 000 et 50 000 euros.